# 이도연 (2006년)
이도연(2006년 3월 9일 ~ )은 대한민국의 배우이다.

## 출연

### 드라마
- 2013년 《지성이면 감천》 - 노지현 역
- 2014년 《KBS 드라마 스페셜 - 곡비》
- 2014년 《12년만의 재회: 달래 된, 장국》 - 어린 박무희 역
- 2014년 《신의 퀴즈 4》 - 서다미 역
- 2014년 《유나의 거리》 - 박세희 역
- 2014년~2015년 《가족끼리 왜 이래》 - 어린 차강심 역
- 2015년 《파랑새의 집》 - 은하 역
- 2015년 《내 딸, 금사월》 - 어린 이홍도 / 주오월 역
- 2016년 《아임 쏘리 강남구》 - 어린 정모아 역
- 2018년 《톱스타 유백이》 - 어린 오강순 역
- 2019년 《해치》 - 도망 소녀 역
- 2019년 《하자있는 인간들》 - 중학생 주서연 역
- 2022년 《태종 이방원》 - 경정공주 역

### 영화
- 2012년 《봄, 눈》 - 예현 역
- 2013년 《숨바꼭질》 - 희진 역
- 2014년 《해적: 바다로 간 산적》 - 어린 여월 역
- 2016년 《잡아야 산다》 - 승주 딸 예지 역
- 2016년 《두 번째 스물》 - 한별 역